# Aleksinac
Aleksinac (cyr. Алексинац) – miasto w Serbii, w okręgu niszawskim, siedziba gminy Aleksinac. W 2011 roku liczyło 16 685 mieszkańców.
3 listopada 1443 nad wojskami tureckimi odniósł tu zwycięstwo Władysław Warneńczyk.
W mieście rozwinął się przemysł odzieżowy.